# عود-کامریک
عود-کامریک (به هلندی: Oud-Kamerik) یک منطقهٔ مسکونی در هلند است که در ووردن واقع شده‌است. عود-کامریک ۷۰ نفر جمعیت دارد.